# Hymenochaetales
Hymenochaetales is een botanische naam voor een orde van schimmels. 
Het bestaat uit de volgende families:
- orde Hymenochaetales
  - familie Hymenochaetaceae
  - familie Neoantrodiellaceae
  - familie Nigrofomitaceae
  - familie Oxyporaceae
  - familie Repetobasidiaceae
  - familie Rickenellaceae
  - familie Schizoporaceae

Alsook, ongeplaatst (incertae sedis): de geslachten Caeruleomyces,
Fibricium, Gyroflexus, Physodontia, Subulicium en Trichaptum.